# Делавер Вотер Гап (Пенсилванија)
Делавер Вотер Гап (енгл. Delaware Water Gap) град је у америчкој савезној држави Пенсилванија.

## Демографија
По попису из 2010. године број становника је 746, што је 2 (0,3%) становника више него 2000. године.
| Група             | 2000.       | 2010.       |
| Белци             | 660 (88,7%) | 607 (81,4%) |
| Афроамериканци    | 30 (4,0%)   | 54 (7,2%)   |
| Азијати           | 9 (1,2%)    | 29 (3,9%)   |
| Хиспаноамериканци | 37 (5,0%)   | 54 (7,2%)   |
| Укупно            | 744         | 746         |